# Феррон, Фабрицио
Фабрицио Феррон (итал. Fabrizio Ferron; родился 5 сентября 1965 года) — итальянский футболист, вратарь, ныне тренер молодёжных сборных Италии. Играл за ряд итальянских клубов, такие как: «Сампдория», «Аталанта» и «Верона».

## Биография
Феррон начал свою карьеру в молодёжной команде «Милана». Затем он играл за «Самбенедеттезе», прежде чем провести 8 сезонов в «Аталанте».
23 февраля 1992 года, Феррон пропустил нелепый гол от вратаря «Кремонезе» — Микеланджело Рампуллы, который стал первым вратарем в истории, забившим с игры.
23 января 1994 года, в матче против «Реджаны», сердце Феррона перестало биться на 15 секунд, после столкновения с нападающим противостоящей команды. К счастью, его откачали.